# Sineb El Masrar

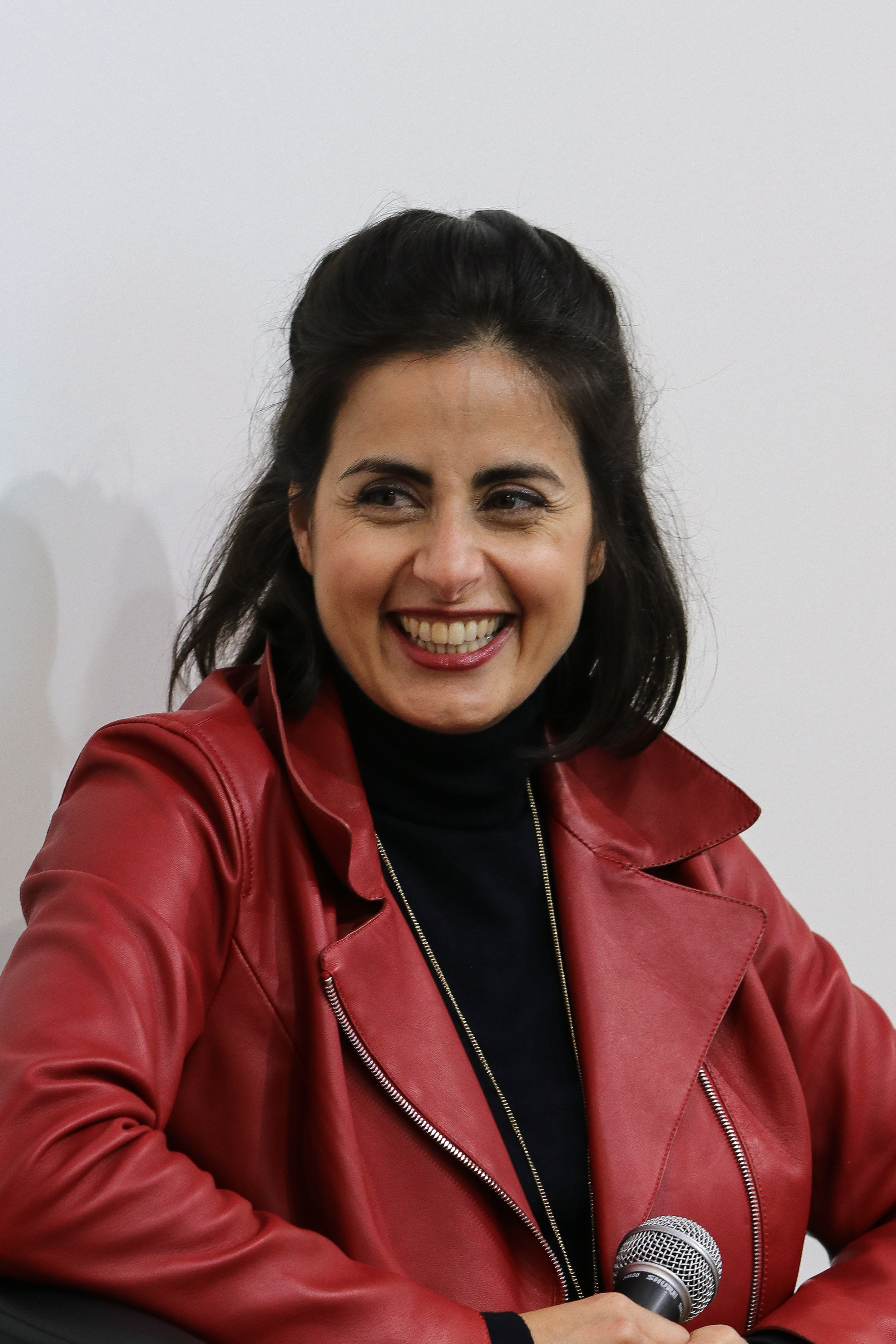
Sineb el-Masrar (2018)

Sineb El Masrar (* 1981 in Hannover) ist eine deutsche Autorin, Moderatorin, Journalistin und Dramatikerin.

## Leben
El Masrars Vater ist ein Kfz-Schlosser aus Marokko, der Mitte der 1960er Jahre nach Deutschland kam; er holte Ende der 1970er Jahre ihre Mutter aus seiner Heimat nach Deutschland.
Sineb El Masrar ist staatlich geprüfte Sozialassistentin und Kauffrau. Im Juni 2006 gründete sie Gazelle, eine multikulturelle Frauenzeitschrift – sie ist die Herausgeberin und Chefredakteurin. El Masrar war 2006 Mitglied der Arbeitsgruppe „Medien und Integration“ der Integrationskonferenz von Maria Böhmer im Kanzleramt. Von Mai 2010 bis 2013 war sie Teilnehmerin der Deutschen Islamkonferenz. Im Herbst 2010 erschien ihr Buch Muslim Girls – Wer wir sind, wie wir leben. Mit abgeändertem Titel wurde es im Frühjahr 2015 als Taschenbuch-Ausgabe veröffentlicht, ein Jahr darauf erschien ihr zweites Buch.
Ihr Anfang 2016 im Herder-Verlag erschienenes Buch Emanzipation im Islam geriet durch die Klage der wegen islamistischer und antisemitischer Tendenzen umstrittenen Vereinigung Millî Görüş in die Schlagzeilen. Die Organisation erwirkte vor dem Landgericht München die Schwärzung einer Passage im Buch. Dort beruft sich El Masrar auf einen 2010 in der Welt erschienenen Artikel von Martin Lutz über das Verbot der Internationalen Humanitären Hilfsorganisation (IHH) durch Bundesinnenminister Thomas de Maizière.
Im Herbst 2018 erschien El Masrars Buch Muslim Men: Wer sie sind, was sie wollen, in dem sie Vorurteile gegenüber muslimischen Männern kritisch aufgreift.
Im Dezember 2021 feierte ihr Theaterstück Dunkle Mächte am Westfälischen Landestheater Castrop Rauxel Premiere. Es behandelt die Themenfelder Antisemitismus und Verschwörungsglaube in einer postmigrantischen Gesellschaft.
El Masrar lebt in Berlin.

## Veröffentlichungen
- Muslim Girls – Wer wir sind, wie wir leben, Eichborn Verlag, 2010, ISBN 978-3-8218-6533-1.
- Muslim Girls – Wer sie sind, wie sie leben, Herder Verlag, 2015, ISBN 978-3-451-06779-2.
- Emanzipation im Islam – Eine Abrechnung mit ihren Feinden, Herder Verlag, 2016, ISBN 978-3-451-34276-9.
- Muslim Men: Wer sie sind, was sie wollen, Herder Verlag, 2018, ISBN 978-3-451-38156-0.
- Sind wir nicht alle ein bisschen Alman?, Herder Verlag, 2023, ISBN 978-3-451-07232-1.
- Heult leise, Habibis! Wie Ignoranz und Dauerempörung unsere Gesellschaft spalten, Eichborn Verlag, 2024, ISBN 978-3-8479-0170-9.